# Sylvia Stahlman
Sylvia Stahlman (Nashville, 5 marzo 1929 – St. Petersburg, 19 agosto 1998) è stata un soprano statunitense.

## Biografia
Ha studiato alla Juilliard School a New York, debuttando nel 1948 a Broadway nella commedia di Kurt Weill Love life accanto a Nanette Fabray e diretta da Elia Kazan.
Nel 1951 intraprende la carriera europea, debuttando a Bruxelles ne I puritani di Bellini sotto il nome di Giulia Bardi, rimanendo nella città belga fino al 1954; nel frattempo si esibisce anche ad Amsterdam, Francoforte sul Meno, Vienna e al Glyndebourne Festival Opera (1959).
Debutta negli Stati Uniti alla New Yok City Opera nel 1956 cantando sia come Euridice in Orphée aux enfers sotto la direzione di Erich Leinsdorf, sia nei panni di Gilda diretta da Julius Rudel. La Stahlman ha cantato anche a Chicago ma soprattutto a San Francisco (1957-60) in Der Rosenkavalier, Les dialogues des Carmélites, Un ballo in maschera, Gianni Schicchi, Médée; nel 1964 ha preso parte alla prima americana di Daphne alla Santa Fe Opera.
Molto apprezzata come soprano lirico-leggero e soubrette, è possibile ascoltarla in alcune incisioni di opere complete.